# ناتالي ديلون
ناتالي ديلون (بالفرنسية: Nathalie Delon)‏ هي عارضة ومخرجة وممثلة فرنسية، ولدت في 1 أغسطس 1941 في المغرب.

## حياة شخصية
كانت زوجة آلان ديلون من عام 1964، حتى انفصلا في عام 1969. كانت ديلون والدة أنتوني ديلون وجدة أليسون لو بورجيس. كانت تُعرف أيضًا باسم ناتالي بارتيلي، بسبب زواجها الأول من جاي بارتيلي.
خلال الستينيات، كانت ناتالي تعتبر واحدة من أجمل النساء في العالم. واعدت كلاً من إدي فيشر وريتشارد برتون بعد أن طلق كل منهما إليزابيث تايلور.
توفيت ناتالي ديلون بمرض السرطان عن عمر يناهز 79 عامًا، في 21 يناير 2021.

## وصلات خارجية
- ناتالي ديلون على موقع IMDb (الإنجليزية)
- ناتالي ديلون على موقع روتن توميتوز (الإنجليزية)
- ناتالي ديلون على موقع ألو سيني (الفرنسية)
- ناتالي ديلون على موقع ميوزك برينز (الإنجليزية)
- ناتالي ديلون على موقع أول موفي (الإنجليزية)
- ناتالي ديلون على موقع قاعدة بيانات الأفلام السويدية (السويدية)
- ناتالي ديلون على موقع ديسكوغز (الإنجليزية)
- ناتالي ديلون على موقع قاعدة بيانات الفيلم (الإنجليزية)
- ناتالي ديلون على موقع كينوبويسك (الروسية)